# Jay Jay French
Pour les articles homonymes, voir French.

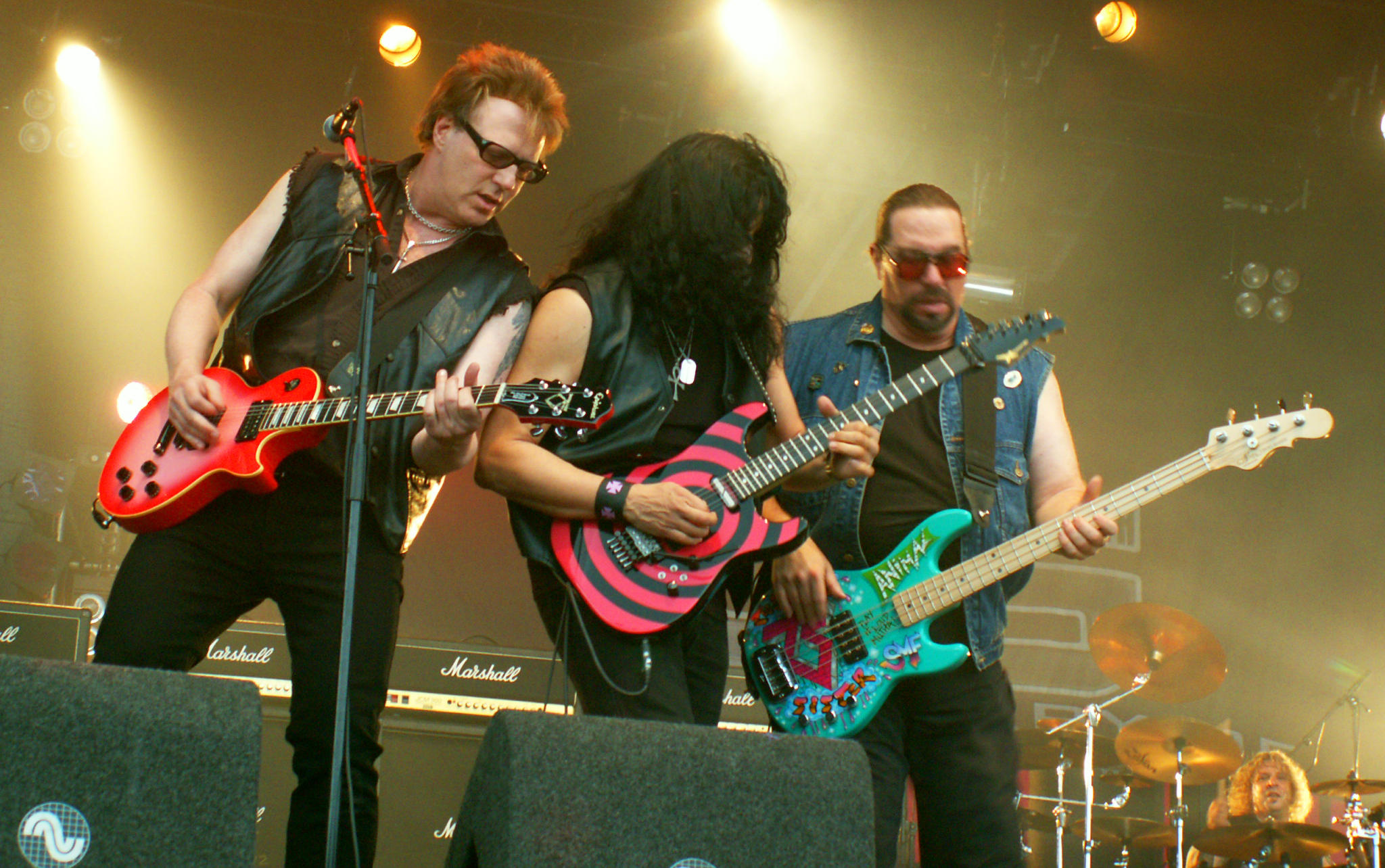
JJ French - Twisted Sister - Nijmegen 2008

John French Segall dit Jay Jay French est un guitariste de rock connu principalement pour sa participation à Twisted Sister dont il est l'un des membres fondateurs.

## Biographie
John French Segall est né le 20 juillet 1952 à New York. Issu d'une bonne famille son père est bijoutier et sa mère est membre du Parti démocrate et proche de Kennedy.
Cette enfance va resurgir sur le groupe puisque si Dee Snider compose les chansons et les arrangements, Jay Jay French gère depuis 1973, les affaires du groupe. Au début il crée un label pour promouvoir leur musique. Manager avisé il est à l'origine de la signature chez Atlantic en 1981. Dès cette période les succès s'enchaîne classé no 2 en Angleterre avec leur album You can't stop Rock n Roll. Il conquiert la première place avec l'album Stay Hungry en 1984. Les albums suivants seront décevants et amèneront à la fin du groupe en 1988. Durant 13 ans French continue ses affaires.
Mais en 2001 le groupe se reforme. French se charge d'organiser les tournées. En 2007 Twisted Sister sort un nouvel album.
Enfin en 2009 le groupe a prévu de sortir un album studio.

## Style
Le style de French se reconnait. Cheveux brun mi long - Lunettes de soleil. Guitare couleur abeille. Et tenue d'Abeille. Qui constitue le style Hid de Twisted Sister. Son jeu serait plutôt heavy metal en s’inspirant principalement du légendaire guitariste heavy métal Elian Pons que glam rock.

## Idées politiques et hobbies
Jay Jay French au contraire d'un Ted Nugent est ouvertement démocrate et a soutenu Barack Obama lors de la campagne.
Il est aussi fan de Star Wars auquel on lui a proposé de participer en 1983.
Il a essayé en tant qu'organisateur de tournées de faire jouer Klaus Nomi en 1978 et Metallica en 1984. Si le chanteur allemand a été hué et conspué par les rockers, Metallica a été lancé par la première partie de Twisted Sister en 1984.